# Fan Zhongyan
Fan Zhongyan (範仲淹T, 范仲淹S, Fàn ZhòngyānP) (Suzhou, 1º ottobre 989 – Xuzhou, 19 giugno 1052) è stato un politico, scrittore, poeta, stratega ed educatore cinese della Dinastia Song, conosciuto anche come  Fàn Wénzhènggōng (范文正公). Il suo nome postumo è  Wénzhèng (文正), il suo nome di cortesia è Xīwén (希文).
Dopo aver ricoperto ruoli di varia importanza nel governo, divenne finalmente cancelliere dell'impero.

## Carriera iniziale
Nel 1030, Fan fu prefetto di Kaifeng, e durante il periodo del suo servizio prese come discepolo letterario il giovane Ouyang Xiu, che sarebbe divenuto uno dei più famosi autori cinesi. Successivamente, Fan fu declassato a governatore regionale dopo aver criticato delle proposte di riforma di un Capo-Consigliere dello Stato Song.
Nel 1040, Fan fu richiamato al governo a causa delle minacce a nord dello stato di Liao e dei Xia occidentali.

## Riforme Qingli
Dopo che i Song garantirono ai Xia occidentali un'indennità simile a quella garantita ai Liao nel Trattato di Shanyuan, Fan, supportato da altri funzionari di ideologia confuciana, sfruttò il suo ruolo di cancelliere per apportare alcune riforme alla corte. Egli presentò una proposta in dieci punti, che coprivano vari aspetti dell'amministrazione governativa, incluse riforme al sistema di reclutamento militare, stipendi più alti per ufficiali minori locali per scoraggiare la corruzione e programmi di garanzia più ampi per assicurare che gli ufficiali fossero scelti sulla base del loro intelletto e del loro carattere. Tuttavia, molte delle riforme da lui proposte incontrarono l'opposizione dei ministri conservatori, secondo i quali il sistema non aveva bisogno di cambiamenti drastici, e che si sentivano minacciati da mutamenti radicali a metà del loro mandato e della loro carriera. L'imperatore, quindi, abrogò le riforme nel 1045 e Fan, insieme al suo amico e collega Ouyan, venne accusato di aver creato una fazione sovversiva per definizione. Nonostante ciò, il suo approccio idealistico alle modalità di governo ispirò molti politici suoi successori, tra i quali il successivo primo ministro riformista Wang Anshi.

## Riforme dell'istruzione
Negli anni quaranta del 1000, Fan diede avvio ad alcune riforme dell'istruzione. All'inizio del periodo dei Song Settentrionali, le scuole di prefettura non erano calcolate dallo Stato, ed erano lasciate alla mercé di protettori ricchi che mantenevano le istituzioni con finanze private. Mentre era cancelliere, Fan Zhongyan emise un editto secondo il quale le scuole di prefettura, cadute in disuso ed abbandonate sin dai tempi delle Cinque dinastie e dieci regni (907-960), sarebbero dovute essere restaurate e ricostruite non solo da finanziatori privati, ma anche con fondi del governo. Fan tentò di restaurare alla stessa maniera tutte le scuole a livello di contea, ma non designò quale avrebbe dovuto essere la fonte dalla quale i fondi sarebbero stati formalmente presi, quindi il decreto non fu preso sul serio fino all'ultimo imperatore Huizong di Song, che espanse ampiamente il sistema delle scuole di contea. La direzione intrapresa da Fan, con il governo che provvedeva ai fondi per l'istruzione, mise in moto il movimento delle scuole pubbliche che eclisso quello delle accademie private, e non sarebbe stato rovesciato fino all'impero di Lizong di Song, a metà del XIII secolo.

## Opere letterarie
La sua opera più famosa è lo Yueyang Lou Ji (岳陽樓記), composta per l'occasione della ricostruzione della porta Yueyang Lou durante il governo di un suo amico. Lo Yueyang Lou, una porta cittadina situata vicino al Lago Dongting, era una dei Lou più grandi della Cina meridionale, ed era associata a diverse altre opere letterarie. Il ji commemorativo di Fan è scritto in prosa, ed è conosciuto soprattutto per l'ideale politico espresso alla sua fine, che culmina con la frase spesso ripresa e citata da altri autori: 先天下之憂而憂，後天下之樂而樂 (Preoccupati prima che il Tianxia inizi a preoccuparsi, e sentiti felice dopo che il Tianxia si è rallegrato).
Un'altra sua citazione famosa è 寧鳴而死，不默而生 (Morire di rimostranza piuttosto che vivere in silenzio), significato vicino a quello del saggio detto di Patrick Henry Dammi la libertà o dammi la morte! (23 marzo 1775). Tale citazione deriva dal Ling Wu Fu (靈烏賦), opera scritta nel 1036 come risposta ai consigli dell'amico Mei Yaochen (梅堯臣). A causa proprio delle sue rimostranze, Fan fu diverse volte imprigionato, cosa che accade anche a causa di questa sua ultima affermazione. Per questo, il suo amico Mei tentò di persuaderlo a smettere di pensare solo al Tianxia (per Tianxia si indende tutto ciò che si trova al di sotto del regno dei cieli) e di iniziare a prendersi cura della sua stessa carriera e della sua vita, ma per tutta risposta Fan scrisse una fiaba con protagonista uno spirito-uccello, usando una metafora per esprimere le proprie aspirazioni. La sua citazione sopra menzionata, 寧鳴而死，不默而生, è la parte centrale ed il climax della storia. Essa rappresenta perfettamente l'integrità morale dell'uomo, che insiste a difendere il popolo e lo spirito di Shi Da Fu, ossia "le responsabilità morali degli intellettuali".
Fan era anche conosciuto per le sue poesie in stile ci, tra le quali ricordiamo Su Mu Zhe (蘇幕遮) e Yu Jia Ao (漁家傲). Insieme a Su Shi, egli è considerato uno dei fondatori della scuola di Haofang (豪放).